# Nephilengys borbonica
Nephilengys borbonica este un păianjen araneomorf din familia Nephilidae.

## Etimologie
Numele specie borbonica privine de la denumirea veche a insulei Reunion, numită „Bourbon” până în 1848.

## Descriere
Culoarea opistosomii variază de la gri închis spre maro sau purpuriu. Opistosma femelelor găsite pe Madagascar este de culoare albă-crem, uneori maro și violet, iar la cele de pe  Mauritius - albă, de pe Réunion - roșie. În privința dimensiunilor, la fel se observă o diversitate. Femelele de pe Madagascar au 15 - 24 mm lungime, cele de pe Mauritius și Réunion - până la 18 mm. Masculii sunt mai mici, de 3 - 5 mm. 

## Răspândire
Nephilengys borbonica se întâlnește în Madagascar, insulele Mascarene, Comore și Seychelles (inclusiv atolul Aldabra). Acestea sunt comune în locuințele umane din Madagascar, iar pe insula Reunion s-a înregistrat la altitudini de peste 1500 m.